# Le chaos
Le chaos è un film del 2007 diretto da Yusuf Shahin e Khaled Youssef.
Il film, prodotto da Egitto e Francia, è stato presentato al 28º Festival di cinema africano di Verona.

## Trama
Hatem, capo della polizia del Cairo, è un uomo crudele e corrotto. Suo unico punto debole è l'amore per Nour, per cui sarebbe disposto a tutto, anche a cambiare la propria natura. La donna però non lo ricambia, è infatti innamorata di Cherif, giovane e onesto procuratore distrettuale. L'amore conteso porterà ad esiti drammatici. Un pamphlet sulla società egiziana.